# Cesare Brandi
Cesare Brandi (* 8. April 1906 in Siena; † 19. Januar 1988 in Vignano, Siena) war ein italienischer Kunsthistoriker, Kunstkritiker und Essayist. Er war ein Spezialist für die Theorie der Restaurierung.

## Leben
Brandi schloss 1928 das Studium der Geisteswissenschaften im Fach Kunstgeschichte an der Universität Florenz ab. Seine vielseitigen Aktivitäten erstreckten sich auf das Gebiet der zeitgenössischen Ästhetik im Zeichen von Benedetto Croce und der Theorie der Restaurierung, außerdem veröffentlichte er zahlreiche Reisetagebücher. Im Corriere della Sera äußerte er sich zu Themen wie Umwelt, Bewahrung des kulturellen Erbes und mehr oder minder geglückte Restaurierungen.
Seit 1930 arbeitete er für die Denkmalpflege zunächst in Siena, ab 1933 in Bologna. In Siena erstellte er einen bahnbrechenden Katalog zur Senesischen Malerei. Während der drei Jahre dauernden Tätigkeit in Bologna baute er eine erste Restaurierwerkstatt auf. 1935 organisierte er eine Ausstellung zur Malerei in Rimini im 14. Jahrhundert. 1938 wurde er nach Rom berufen und von Giulio Carlo Argan mit der Gründung des Regio Istituto Centrale del Restauro (heute Istituto superiore per la conservazione ed il restauro) beauftragt, das sehr schnell zu Italiens größtem staatlichen Institut für die Restaurierung von Kulturgütern wurde. Brandi leitete es bis 1961 als sein Direktor und zeichnete sich vor allem in der Anfangsphase durch Zähigkeit und Durchsetzungsvermögen dem zuständigen Ministerium gegenüber aus. Durch die am ICR praktizierte interdisziplinäre Zusammenarbeit zwischen Kunstgeschichte, Denkmalpflege und praktischem Restaurieren ist es zu einem Modell für Einrichtungen dieser Art geworden. Die Neutralretusche (Tratteggio), die die Restaurierung endgültig aus ihrer Nähe zur Fälschung befreite, trat von hier aus ihren Siegeszug an.
1959, gemeinsam mit Giulio Carlo Argan, und 1980 wurde Brandi mit einem Antonio-Feltrinelli-Preis für Kunstkritik ausgezeichnet. Seit 1961 widmete er sich der Lehrtätigkeit zunächst an der Universität Palermo, dann an der Universität Rom. Außerdem schrieb er Kunstkritiken für den Corriere della sera und verfasste eine kunsthistorische Dokumentation für das italienische Fernsehen.
Seit 1964 war er korrespondierendes Mitglied der Accademia dei Lincei, zum socio nazionale (Vollmitglied) wurde er 1982 gewählt.

„Die Restaurierung muss sich die Wiederherstellung der potenziellen Einheit eines Kunstwerks zum Ziel setzen, unter der Voraussetzung, dass dies möglich ist, ohne eine historische oder künstlerische Fälschung zu begehen und ohne die Spuren der Zeit auf dem Kunstwerk zu löschen.“

## Veröffentlichungen (Auswahl)
- Teoria generale della critica, Turin, Einaudi, 1974; Rom, Editori Riuniti, 1998
- Teoria del restauro. Von L. Vlad Borrelli, J. Raspi Serra und G. Urbani gesammelte Vorlesungen, Rom 1963 – Edizioni di Storia e Letteratura, Turin, Einaudi, 1977.
  - Deutsch: Theorie der Restaurierung. Siegls Fachbuchhandlung, München 2007, ISBN 3-935643-32-2.